# اتو بوچلی
اتو بوچلی (انگلیسی: Otto Bütschli; ۳ مهٔ ۱۸۴۸ – ۲ فوریهٔ ۱۹۲۰) جانورشناس و استاد دانشگاه هایدلبرگ بود. او در زمینه بی‌مهرگان و زیست‌شناسی رشد حشرات تخصص یافته بود. بسیاری از گروه‌های آغازیان ابتدا توسط او تشخیص داده شدند.
او نخستین دانشمندی است که ساختاری را تشخیص داد که اکنون با نام کروموزوم شناخته می‌شود.